# Angyali érintés
Az Angyali érintés (eredeti cím: Touched by an Angel) egy amerikai szentimentális misztikus televíziós-sorozat, ami Isten által küldött angyalok háromfős csoportjának küldetéseit mutatja be. Az ötletet John Masius találta ki, a sorozatot Martha Williamson produceri tevékenysége alkotta meg.
A sorozat a CBS észak-amerikai csatornán kilenc évadot futott, 1994. szeptember 21-től 2003. április 27-ig, és már ezzel egy időben sok országban bemutatták. Magyarországon először az RTL Klub tűzte műsorára 1997-ben.
A produkciós munkákat Salt Lake City-ben végezték (Utah állam, USA). A műsor fő témája a felekezet-nélküli keresztény vallásosság. A CBS legmagasabban értékelt sorozatai közé tartozott, és tekintélyes rajongói tábora alakult ki.
Bár John Masius „a sorozat alkotója”, a megvalósult sorozat alapvetően különbözik attól, amit ő leírt (ami soha nem került adásba). Masius elképzelése az volt, hogy sok emberi szenvedés legyen ábrázolva a sorozatban, és Monica, az egyik angyal erősítse meg, hogy Isten szórakozik ezen. A CBS kirúgta Masiust, amikor kiderült az első évad elején, hogy nem hajlandó életigenlőbbé átírni a történetet. Helyére Martha Williamson került, egy keresztény író és producer, aki azzá tette a sorozatot, ahogyan ismerhetjük.

## Cselekmény
Egy-egy epizód általában akörül forog, hogy egy ember vagy embercsoport az életében válaszúthoz ér, nagy problémával találkozik vagy nehéz döntés előtt áll. Ekkor angyalok jelennek meg a történetben (mindig reális, emberi alakban, hihető háttérrel), akiknek feladata valakinek a segítése a döntéshozatalban. Az angyalok általában nem tesznek csodákat (ha igen, akkor is csak kisebbeket), alapvetően Istennek azt az üzenetét közvetítik az emberek felé, hogy Isten szereti és elfogadja őket, és barátságosan, odafigyelve viszonyulnak az emberekhez.
Monica, a főszereplő angyal a sorozat történetének elején kerül a Földre, azzal a feladattal, hogy segítse az embereket, akik belső mozgatórugóit egyáltalán nem ismeri. Monica korábban láthatatlanul dolgozott, mint a bajba jutott emberek megmentője, a közvetlen segítés előléptetés a számára, de a felelősséggel és az emberekkel való foglalkozás nehézségeivel is tisztában van. Sokszor meginog abban a hitében, hogy képes lesz-e végrehajtani feladatát.
Az emberek megismerésében Tess, egy idősebb, afroamerikai angyal segíti tanácsaival. Monica tőle tanulgatja az emberi lelki szükségletek és létkérdések felismerését. A bemutatkozó történetben ismerjük meg Tess-t (akit Della Reese tiszteletes, színésznő, gospel-énekesnő játszik), aki tapasztaltabb, és végig Monica vezetőjeként működik.
A sorozat befejező részében Monica újabb előléptetés előtt áll. Meg kell védenie Zack-ot, egy ártatlan csavargót, akit azzal vádolnak, hogy felrobbantott egy gyermekekkel teli iskolát. Az ügyész valójában az Ördög (akit David Ogden Stiers alakít). Monica erőfeszítései ellenére Zack-ot elítélik.
Monica meglátogatja a börtönbe vonulása előtt, és felajánlja, hogy a védőangyala lesz élete végéig, és megvédi a szövetségi börtön minden veszélyével szemben.
Később kiderül az igazság: az ügyész volt az, aki felrobbantotta az iskolát. Monica világossá teszi, hogy mindig van remény és újra fel lehet építeni az életet, a városi polgárok számára is van újrakezdés, ha megszabadulnak a haragtól, amit gyermekeik elvesztése miatt éreznek.
A börtönbe való bevonulása előtt Zack eltűnik. Monica kideríti, hogy Zack valójában Isten volt. A „védelme” egy teszt volt, ami Monica számára sikeresen végződik, Isten szavai szerint: „Nincsen senkiben nagyobb szeretet annál, mintha valaki életét adja az ő barátaiért”. Ez volt a legkifejezettebb evangéliumi-üzenet a sorozatban, ami majdnem szó szerint idézi Jézus szavait (János evangéliuma 15:13, Károli Gáspár fordítása). Mónikát előléptetik.
A sorozat bár keresztény beállítottságú, Jézus Krisztus neve egyszer sem hangzik el benne. Istent mint „Ur”-at, illetve mint „Mennyei Atyá”-t emlegetik.

## Szereplők

### Állandó szereplők
Monica (Roma Downey, magyar hangja: Csere Ágnes, Mezei Kitty, Németh Kriszta, (kiejtése: mónika) az első számú főszereplő a sorozatban. Kedves, gyöngéd és halk szavú. A láthatatlan embermentő csapatban való munkája miatt azt az előléptetést kapja, hogy emberi formát ölthet, és így segítheti tovább az embereket. Kedvence a csokis, krémes kávé (mocha latte). Tess a felettese. Roma Downey Londonderry-ben született, Észak-Írországban, emiatt az eredeti szinkronban az ír kiejtése hallható.
Tess (Della Reese, magyar hangja: Pásztor Erzsi, Kocsis Mariann, Bókai Mária): Tess (kiejtése: tessz) a másik főszereplő a sorozatban, Monica felettese és tanácsadója. Gyakran szigorú, de mindig igazságos. Bárkit felvidítana meleg hangzású, mély énekhangja (bár az epizódokban csak ritkán énekel – a főcím alatt az ő hangja hallható). Istentől egy nyitott, piros színű autót kapott, amit nagyon szeret és vigyáz rá, valamint egy kiskutyát, aminek a betanításával nehezen boldogul, de nem adja fel. Később egy haldokló kisfiú egy iguána gondozását bízza rá (amit éppen csak elvisel). Az emberekhez mindig őszinte, még akkor is, ha az számukra kellemetlen igazság feltárását jelenti. Nem azt mondja nekik, amit hallani szeretnének, hanem azt, amit hallaniuk kell. Monicát sokszor az „angyalka” becézéssel szólítja meg.
Andrew (John Dye, magyar hangja: Posta Victor, Gáspár András, 1996-2003, 2.-9. évad): Andrew (kiejtése: endrú) a harmadik évadban válik állandó szereplővé a sorozatban. „Beosztása” szerint a halál angyala, ami azt jelenti, hogy az elhunyt embert elkíséri a mennyország (vagy a pokol) felé vezető irányba, hogy ne kelljen a két világ (a földi és a túlvilág) között tévelyegnie. A gyakorlatban ugyanúgy emberként jelenik meg, mint Monica vagy Tess, valamilyen hihető foglalkozása van, és a többiekhez hasonlóan ő is segít az embereknek problémáik megoldásában. Nem szereti, ha „a Kaszás”-ként gondolnak rá. Egyes emberi szereplők felismerik, mert vagy halálközeli élményük volt korábban, vagy a közelükben meghalt valaki.
Gloria (Valerie Bertinelli, magyar hangja Haumann Petra, 2001-2003, 8.-9. évad): Gloria egy tapasztalatlan angyal. Isten Monica egyik küldetése során, a hetedik évadban teremti meg. Intelligens, állandóan új dolgokat tanul (mint például az emberi erősségeket és gyengeségeket), valamint a műszaki dolgokhoz is ért. Bár kezdetben félénken viselkedik, sok humort visz be a sorozatba.

### Alkalmi szereplők
Az egyes epizódokban különféle vendégszereplők tűnnek fel, akik jellemzően csak néhány epizódban szerepelnek.
- Alexis Cruz – Rafael (16 epizód), egyike a különleges angyaloknak, akik időről időre megjelennek.
- Paul Winfield – Sam (13 epizód), Tess fölött álló felügyelő.
- Charles Rocket – Adam (10 epizód), az első olyan „halál angyala”, aki túl lágyszívű ahhoz, hogy leölje a Hálaadás-napi pulykát. Az első évadban rendszeresen feltűnik, és később is szerepel.
- Hudson Leick – Celeste (2 epizód), az egyik „halál angyala”.
- Jasmine Guy – Kathleen, Monica legfőbb ellensége, Monica korábbi csapatának tagja, aki átállt az Ördög oldalára. Kathleen feladata rendszerint Monica küldetéseinek kisiklatása, és bár többször veszélyesen közel kerül ahhoz, hogy ez sikerüljön neki, Monica végül mindig győzedelmeskedik.  Kathleent elkerülhetetlenül „lefokozzák”, mivel túl sokszor vall kudarcot, ekkor Monica felajánlja neki, hogy térjen vissza Isten oldalára.
- Chris Burke – Taylor (2 epizód), egy angyal, kifejezett Down szindrómával
- Scott Wilkinson – D.A. John Tipton / sebész / és más szereplők (8 epizód)
- Randy Travis – Wayne / Jed Winslow (7 epizód)
- Wynonna Judd – Audrey (3 epizód)

## Zene
Mint a sorozat állandó énekese, Della Reese adja elő az „Angyali érintés” főcímdalát, a 
Walk With You-t. A dal teljes hosszúságú változatát a Verity All-Stars-szal vették fel, ez a dal rajta van a sorozat 1998 novemberében megjelent zenei albumán, amiből platinalemez lett. A lemez közvetlenül a Psalm 151 epizód után jelent meg (1998. november 15-én sugározták), amiben Wynonna Judd az egyik főszereplő, aki egy olyan anyát alakít, akinek a fia halálos beteg. Az epizódban vendégművészként Céline Dion énekli a Love Can Move Mountains című dalt. A filmben a fiú legjobb barátja (akit Mika Boorem játszik) nagy rajongója Celin Dionnak, saját magát is Celine-nek nevezi. Céline Dion erre az alkalomra a Love Can Move Mountains című számának új változatát rögzítette, amit a „God's Property” nevű gospel-csoporttal együtt énekel. A dal eredetileg 1993-ban jelent meg, Céline Dion azonos című második angliai albumáról származik, a slágerlista 36-ik helyéig jutott fel. A Wyonna által játszott szereplő által énekelt dal, a Testify To Love szintén rajta van a sorozat zenei albumán. Ugyancsak megtalálható az eredetileg Whitney Houston által énekelt You Were Loved című szám is, amit Whitney Houston a „The Preacher's Wife” című filmben adott elő. Az albumon ezt a dalt is Wynonna Judd énekli.
Az albumon található további dalok az egyes epizódokban hangzanak el. Az előadók között a következő neveket találjuk: Shawn Colvin, Bob Dylan, Faith Hill, Martina McBride, Amy Grant, Jaci Velasquez. Az album Somebody's Out There Watching című dala, amit a The Kinleys adott elő, mérsékelt country-siker volt. Amanda Marshall Believe In You című száma slágerré vált a kanadai felnőtt rádióhallgatók körében.

## Kulturális hatás
A MADtv sugárzott egy karcolatot „Touched by an Atheist” (=egy ateista érintés), amiben az ismert ateista, George Carlin játszott, melyben Carlin és az angyalok egy haldokló betegágya mellett vitatkoznak Isten létezéséről. Kifigurázták a Della Reese és Roma Downey fizetése közötti jelentős különbséget is, amit a sajtó korábban alaposan körüljárt.
A sorozatot megemlíti Drew Carey a Whose Line is it Anyway? című műsorban, amiben felveti, hogy készíteni fog egy műsort az „Angyali érintés”, a „King of Queens” és a „Two Guys, a Girl and a Pizza Place” keresztezésével, aminek a címe "I was Touched by Two Queens in a Pizza Place" lenne.
A Simpson család rajzfilmsorozat egyik részének elején Bart Simpson az iskolai táblára büntetésből egy szöveget ír újra és újra, ami így szól: „Az angyal nem ott érintett meg”.
Hasonlóképpen a Family Guy rajzfilmsorozat egyik epizódjában egy tárgyalótermet látunk, ahol egy gyerek egy angyalra mutatva azt mondja, hogy az angyal megérintette őt. Az angyal meg van döbbenve a valótlan állításon.

## DVD kiadás és más megjelenés
A CBS Home Entertainment megjelentette a sorozat első 4 évadát DVD-n. A 3. és 4. évadot két-két lemezen adták ki. A 4. évad második lemeze 2007. december 4-én jelent meg.
A DVD megjelenés mellett a Hallmark Channel több országban elkezdte újból sugározni az „Angyali érintés”-t 2008 januárjától (köztük Magyarországon is, hétfőtől péntekig 17 órától).
| DVD neve                | epizódok száma | kiadás dátuma       | további információk |
| ----------------------- | -------------- | ------------------- | ------------------- |
| The Complete 1st Season | 13             | 2004. augusztus 31. |                     |
| The Complete 2nd Season | 22             | 2005. május 3.      |                     |
| The 3rd Season, Vol 1   | 16             | 2006. február 7.    |                     |
| The 3rd Season, Vol 2   | 14             | 2006. november 28.  |                     |
| The 4th Season, Vol 1   | 13             | 2007. március 27.   |                     |
| The 4th Season, Vol 2   | 13             | 2007. december 4.   |                     |

## Vendégszínészek
| - Muhammad Ali - Mary Alice - Bruce Altman (mint Henry, a halál angyala a 2. évadban) - Maya Angelou - Scott Bairstow - Daniel Baldwin - Ed Begley, Jr. - Jack Black - Ernest Borgnine - Tom Bosley - Chris Burke (mint Taylor, a Down-szindrómás angyal) - Carol Burnett - Kirk Cameron - Nell Carter - Charlotte Church - Natalie Cole - Bill Cosby (a helyreállítás angyala, akinek gyenge a tájékozódóképessége) - Bryan Cranston - Céline Dion - Kevin Dobson - Patrick Duffy - Patty Duke - Charles Durning - Kirsten Dunst - Bonnie Franklin - Melissa Gilbert - Louis Gossett Jr. - Neil Patrick Harris - Gregory Harrison - Melissa Joan Hart - Faith Hill | - Michael Jeter - Naomi Judd - Wynonna Judd - Lainie Kazan - Stacy Keach - John de Lancie - Angela Lansbury - Cloris Leachman (mint Ruth, egy angyal) - Tara Lipinski - Jonathan Lipnicki - Hudson Leick (mint Celeste, egy angyal, akinek még szokatlan az emberi formában való létezés, 3. évad, 17. epizód) - Patti LuPone - Louis Mandylor - David Marciano - James Marsden (mint Jimmy Marsden) - Rue McClanahan - Maureen McCormick - Paul McCrane - Gerald McRaney (mint Russell Greene) - Jo Dee Messina (mint Susi a 610-es epizódban, és mint Annie a 909-ben) - Keb' Mo' (mint Isaac, a zene angyala) - Rita Moreno - Jennifer Morrison - Joe Morton - ’N Sync (mint utcai acapella énekesek, akik a God Must Have Spent A Little More Time On You című slágerüket adják elő) - Emily Osment - Rosa Parks - Robert Pastorelli - Mandy Patinkin (mint Sátán) - Austin Pendleton | - Wendy Phillips (mint Claire Greene) - Kyla Pratt - Priscilla Presley - Zachary Quinto - Phylicia Rashad - John Ritter - Doris Roberts - Alex Rocco - Marion Ross - Olesya Rulin - William Russ - David Selby (mint Abraham Lincoln) - Charlie Schlatter - John Schneider (mint Sátán) - Ted Shackelford - Charles Shaughnessy - Azura Skye - Jean Stapleton (mint Emma) - David Ogden Stiers (mint Sátán) - Scott Thompson - Randy Travis - Brenda Vaccaro (mint Al, egy angyal a 2. évadban) - Joan Van Ark - Luther Vandross - Jessica Walter - Malcolm-Jamal Warner - Cindy Williams (mint Claire, egy angyal, aki elveszti az emlékeit, de sikerül neki megtalálnia őket) - Mare Winningham - Evan Rachel Wood - CeCe Winans - Esther Rolle - Dwight Schultz (mint Dr. Adam Litowski a Vidám lárma című epizódban) |

## Fordítás
- Ez a szócikk részben vagy egészben  a   Touched by an Angel című angol Wikipédia-szócikk fordításán alapul.  Az eredeti cikk szerkesztőit annak laptörténete sorolja fel. Ez a jelzés csupán a megfogalmazás eredetét és a szerzői jogokat jelzi, nem szolgál a cikkben szereplő információk forrásmegjelöléseként.